# Charlestown Naval Dry Dock

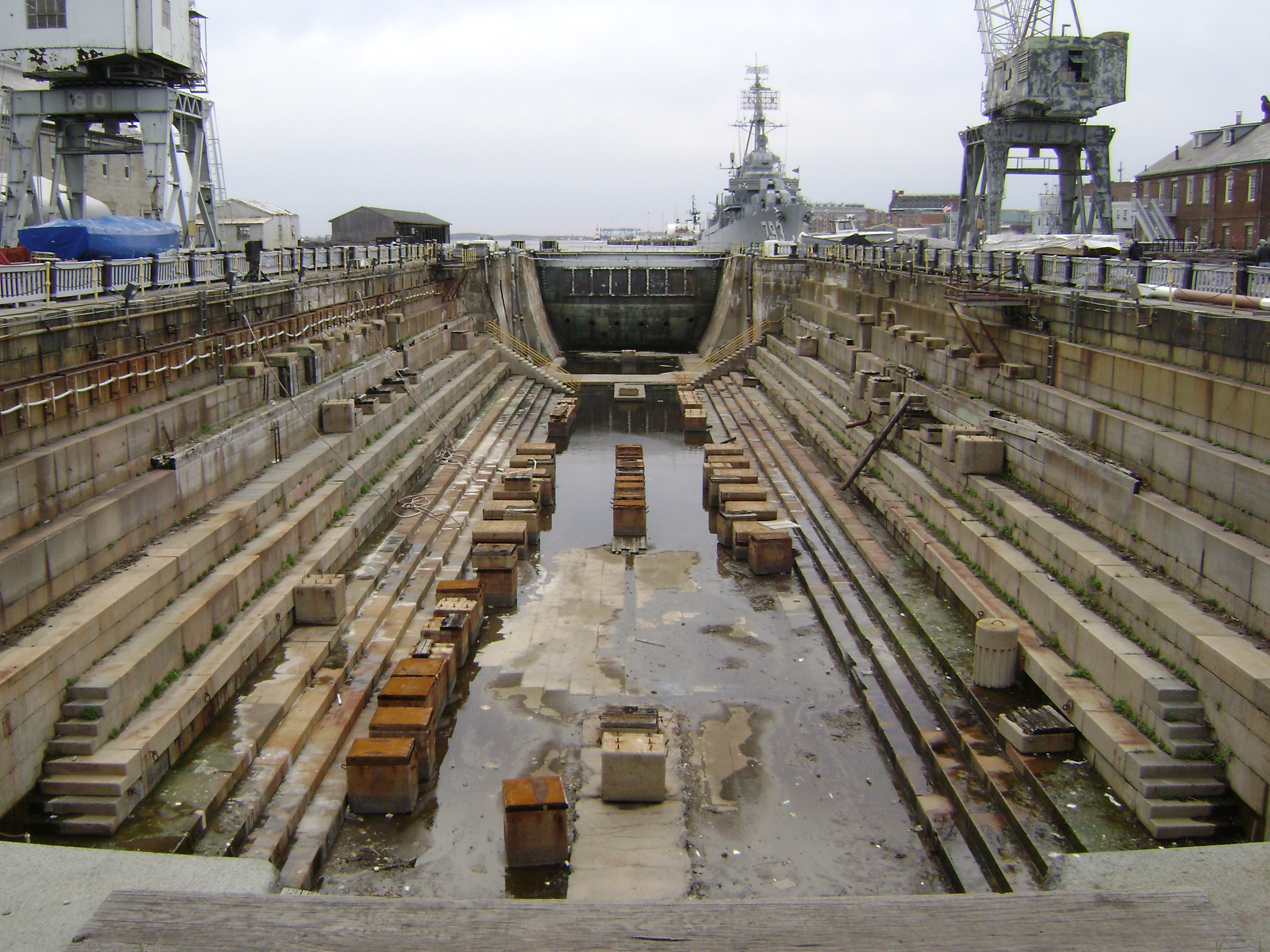
Das Trockendock im April 2010

Das Charlestown Naval Dry Dock, auch Dry Dock 1, deutsch Trockendock 1, ist ein Trockendock im Boston Naval Shipyard. Die Bezeichnung Charlestown  bezieht sich auf den Stadtteil Charlestown von Boston und wurde auch in der bis 1945 benutzten Bezeichnung Charlestown Navy Yard für die Werft benutzt.

## Geschichte
Die jungen unabhängigen Vereinigten Staaten beschlossen 1799 den Bau von zwei Trockendocks für ihre Marine. Sie sollten an der Atlantikküste liegen – eines südlich des Potomac Rivers in der Gosport Navy Yard bei Norfolk (Virginia), das andere in der Charlestown Navy Yard bei Boston. Sie sollten die umständliche Technik des Kielholens ablösen. Der Bau verzögerte sich aufgrund fehlender Finanzierung und wurde deshalb in Charlestown erst im Juni 1827 begonnen, das Trockendock in Norfolk wurde erst im November desselben Jahres begonnen. Die Pläne stammten von Loammi Baldwin, Jr., der die Bauüberwachung seinem Assistenten Alexander Parris übergab, der bereits beim Bau des Bunker Hill Monument mitarbeitete und Erfahrung mit Granit hatte.
Für den Bau musste zuerst einen Kofferdamm erstellt werden, bevor der Aushub des Docks mit Handwerkzeugen begann. In der Grube wurde ein auf Holzpfählen ruhendes Fundament aus Eichenbalken und Nadelholzbretter erstellt. Darauf wurde Boden und Seitenwände des Trockendocks aus Granit errichtet.
Das Trockendock wurde im Juni 1833 unter Beisein des Vizepräsidenten Martin Van Buren und 1500 Zuschauern festlich eingeweiht. Das erste Schiff, das das Trockendock benutzte, war die Constitution, die am 24. Juni in das Dock einlief. Sie nutzte es seither immer wieder, das letzte Mal bei der umfassenden Sanierung in den Jahren 2015 bis 2017.
Damit auch die stetig größer gebauten Schiffe gedockt werden konnten, wurde das Trockendock zweimal verlängert: 1860 von den ursprünglichen 341 Fuß (ca. 104 m) auf 357 Fuß (ca. 109 m) und nach dem Zweiten Weltkrieg auf 415 Fuß (ca. 126 m). Wenn es nicht benutzt wird liegt das Dock trocken. Dadurch wird Unterwasserbewuchs verhindert und das Granitmauerwerk geschont.